# André Levinson
Pour les articles homonymes, voir Levinson.
André Yacovlev Levinson (en russe Андрей (Андрэ) Яковлевич Левинсон) est un journaliste français de danse, né le 1er novembre 1887 à Saint-Pétersbourg, mort le 3 décembre 1933 à Paris.

## Biographie
Professeur de langue et de littérature françaises à Saint-Pétersbourg, il quitte la Russie en 1919 et, après un bref passage par la Lituanie et l'Allemagne, il s'installe à Paris en 1921, où il donne des cours de littérature russe à la Sorbonne. Jusqu'à son décès prématuré, il publie des ouvrages sur le ballet romantique, sur Théophile Gautier, Marie Taglioni, la Argentina, Léon Bakst, Michel Fokine, les Ballets russes, Serge Lifar et Paul Valéry.
Critique et historien de la danse érudit, il a su jeter sur la danse un regard neuf et jeter les bases d'une nouvelle réflexion esthétique. S'inspirant des travaux d'Henri Focillon, d'Élie Faure et d'Heinrich Wölfflin sur les arts plastiques, il observe au jour le jour, durant trente ans, toutes les formes de danse de son temps et assiste, en se dégageant des références académiques du XIXe siècle, au bouillonnement chorégraphique des années 1920 et 1930, des Ballets russes au réveil du Ballet de l'Opéra de Paris, en passant par l'émergence de la danse moderne européenne.
Il meurt le 3 décembre 1933 et ses cendres sont déposées au columbarium du Père-Lachaise (case 8103).

## Principales œuvres
- L'œuvre de  Léon Bakst pour La Belle au bois dormant, Maurice de Brunoff, Paris, 1922
- Meister des Ballets, Potsdam, Müller & Co, 1923
- Histoire de L.Bakst, H.Reynaud, Paris, 1924
- La Argentina. A study in spanish dancing, Paris, éditions Chroniques du Jour, 1928
- La Danse d'aujourd'hui, Paris, Duchartre et Van Buggenhoudt, 1929. Réédité chez Actes Sud en 1990, sous le titre 1929, danse d'aujourd'hui  (ISBN 2-86869-630-9)
- Les Visages de la danse, Paris, Grasset, 1933